# Klever Kolberg
Klever Kolberg (Porto Alegre, 13 de maio de 1962) é um piloto automobilístico brasileiro de todo-terreno, que participa desde 1988 no Rali Dakar, em moto e em carro.

## Trajetória esportiva
Começou a competir no enduro em 1986 e nos ralis em 1988. É engenheiro de produção mecânica, piloto e diretor da Dakar Promoções e Publicidade.
Iniciou suas participações no Dakar em motocicleta, na companhia de seu compatriota André Azevedo e terminou a prova pela primeira vez em 1992, no Dakar mais longo de todos, entre Paris e a Cidade do Cabo.
Em 1996 ficou em terceiro lugar no Rali Granada-Dakar, nas motos da classe Maratona. Deixou de competir em moto e, em 1998 ficou em quinto lugar no rali Paris-Dakar, nos carros da classe Maratona. Nos anos seguintes, foi várias vezes vice-campeão da sua categoria no Rali Dakar: foi oitavo na classificação geral dos carros em 2002 e 13º na geral em 2003.
Ao longo de sua carreira, foi campeão em numerosos ralis no Brasil e obteve boas classificações em diversos ralis internacionais. Em 2007 terminou o rali Lisboa-Dakar em 56º lugar da geral.
Em 2009 é chefe da Equipe Mitsubishi Brasil no Rali Dakar.

## Histórico
| Temporada | Evento                                       | Registro                                                                                               |
| --------- | -------------------------------------------- | --- |
| 2007      | Rali Dakar                                   | 56ª colocação Geral                                                                                    |
| 2006      | Campeonato Brasileiro de Rally Cross Country | 3ª colocação na categoria Protótipo                                                                    |
| 2005      | Campeonato Brasileiro de Rally Cross Country | Vice-campeão na categoria Protótipo                                                                    |
| 2005      | Rali Dakar                                   | 16ª colocação Geral                                                                                    |
| 2004      | Copa Baja                                    | Campeão categoria Super Production Diesel                                                              |
| 2004      | Campeonato Brasileiro de Rally Cross Country | Vice-campeão                                                                                           |
| 2004      | Rali Dakar                                   | 3ª colocação Categoria Super Production Diesel                                                         |
| 2004      | Rali Dakar                                   | 15ª colocação categoria Carros                                                                         |
| 2003      | Rali Rota Sul                                | Campeão categoria Carros Geral                                                                         |
| 2003      | Rali Dakar                                   | 3ª Colocação categoria Super Production Diesel                                                         |
| 2003      | Rali Dakar                                   | 13ª colocação geral                                                                                    |
| 2002      | Rally dos Sertões                            | Vice-campeão categoria Carros Geral                                                                    |
| 2002      | Rali Dakar                                   | Vice-campeão categoria Carros Super Production Diesel                                                  |
| 2002      | Rali Dakar                                   | 8ª colocação geral - melhor colocação de um piloto brasileiro na categoria Carros na história do rally |
| 2001      | Campeonato Brasileiro de Rally Cross Country | Vice-campeão Categoria TT2                                                                             |
| 2000      | Rali Dakar                                   | Vice-campeão categoria Carros Maratona                                                                 |
| 1999      | Rali Dakar                                   | Vice-campeão categoria Carros Maratona                                                                 |
| 1998      | Rally dos Sertões                            | Bicampeão categoria Carros Geral                                                                       |
| 1998      | Rali Dakar                                   | 5ª colocação categoria Carros Maratona                                                                 |
| 1997      | Rally dos Sertões                            | Campeão categoria Carros Geral                                                                         |
| 1996      | Rali Dakar                                   | 3ª colocação categoria Motos Maratona                                                                  |
| 1995      | Rali Dakar                                   | Vice-campeão categoria Motos Maratona                                                                  |
| 1993      | Rali Dakar                                   | Campeão categoria Motos Maratona                                                                       |
| 1993      | Rali Dakar                                   | 5ª colocação geral - melhor colocação de um piloto brasileiro na categoria Moto na história do rally   |